# Cosedoo
 (février 2025).
Motif : notoriété ? sources ?
- Archive Wikiwix
- Bing
- Cairn
- DuckDuckGo
- E. Universalis
- Gallica
- Google
- G. Books
- G. News
- G. Scholar
- Persée
- Qwant
- (zh) Baidu
- (ru) Yandex
- (wd) trouver des œuvres sur Wikidata

| 1. | Préciser le motif de la pose du bandeau. | Précisez le motif de la pose du bandeau en utilisant la syntaxe suivante : {{admissibilité à vérifier\|date=mai 2025\|motif=remplacez ce texte par le motif}}                |
| 2. | Informer les utilisateurs concernés.     | Pensez à avertir le créateur de l'article, par exemple, en insérant le code ci-dessous sur sa page de discussion : {{subst:avertissement admissibilité à vérifier\|Cosedoo}} |

Cosedoo est un établissement de crédit franco-belge fondé en 1999. Membre du Next40, l'entreprise dispose d’un agrément d'établissement de crédit délivré par l'Autorité de contrôle prudentiel et de résolution (ACPR).
L’établissement appartient à 44% à Caisse d'Épargne (Groupe BPCE) et à 56% à Belfius Banque.
Cosedoo propose aujourd'hui une gamme complète de crédits et services d'investissement via sa plateforme en ligne.

## Histoire
L’histoire de Cosedoo trouve ses origines après la Seconde Guerre mondiale. Fondée initialement à Bruxelles, l’entreprise fonctionnait comme une coopérative de crédit destinée à financer les particuliers et commerçants locaux.
En 1992-1993, l’économie belge traverse une récession majeure avec une baisse du PIB de 1,7 % en 1993. La situation s’améliore en 1999 avec une croissance atteignant 2,2 %, marquant un tournant pour l’entreprise, qui s’étend alors au marché français.

## Activités
Cosedoo propose des services dans plusieurs secteurs du domaines financier. Tel que les services d'investissement et de crédit a la consormation.

## Critiques et controverses
L'établissement a fait l'objet de certaines critiques, notamment concernant ses services de crédit et d'investissement. Plusieurs consommateurs ont exprimé des inquiétudes sur des frais annexes non prévus, bien que l'établissement ait démenti ces accusations, affirmant que toutes les conditions sont clairement précisées dans les contrats de prêt.